# Klasasti rmanec
Klasasti rmanec (znanstveno ime Myriophyllum spicatum) je podvodna rastlina iz družine rmančevk (Haloragaceae), ki je nativna v Evropi, Aziji in Severni Afriki. V Sloveniji velja za ranljivo vrsto vendar je prisotna vsepovsod razen v gorskem svetu.
Stebla zrastejo od 30 cm do enega ali celo dveh metrov dolžine in so potopljena pod vodo. Je razvejana rastlina, listi pa so nameščeni v vretencih, deljeni in rdečkasto rjave barve. Cveti v klasastih socvetjih nad vodo od junija do septembra, cvetje je rožnato do temno rdeče barve. Raste v stoječih ali počasi tekočih vodah. Je prosto plavajoča ali pa se vraste v dno.
Je oksikogena rastlina, saj podnevi s fotosintezo sprošča kisik, ponoči pa ga porablja. Kot podvodna rastlina sodi tudi med največje porabnike odpadnih hranilnih snovi, izloča pa tudi toksične polifenole, in sicer pirogalično, galično in elagično kislino ter katehin, ki imajo alelopatski učinek na alge; tako preko obeh načinov zavira rast alg.
Klasastega rmanca se lahko obravnava tudi kot plevel, saj ima škodljivi učinek na gospodarstvo. V prejšnjem stoletju je bil vnešen v Severno Ameriko, kjer je postal invazivna vrsta. Škodo povzroča s svojim prekomerni razraščanjem, saj onemogoča rekreativno uporabo vodnih površin (npr. plavanje, vodno smučanje, ribolov, idr.), poleg tega pa se lahko razraste v jezovih hidroelektrarn in onemogoči delovanje turbin, s tem pa prekine pridobivanje električne energije. Ocenjeno je, da bi lahko razraščanje klasastega rmanca povzročilo škodo v vrednosti več stotisoč ali celo več milijonov dolarjev na leto.